# Untertagebau

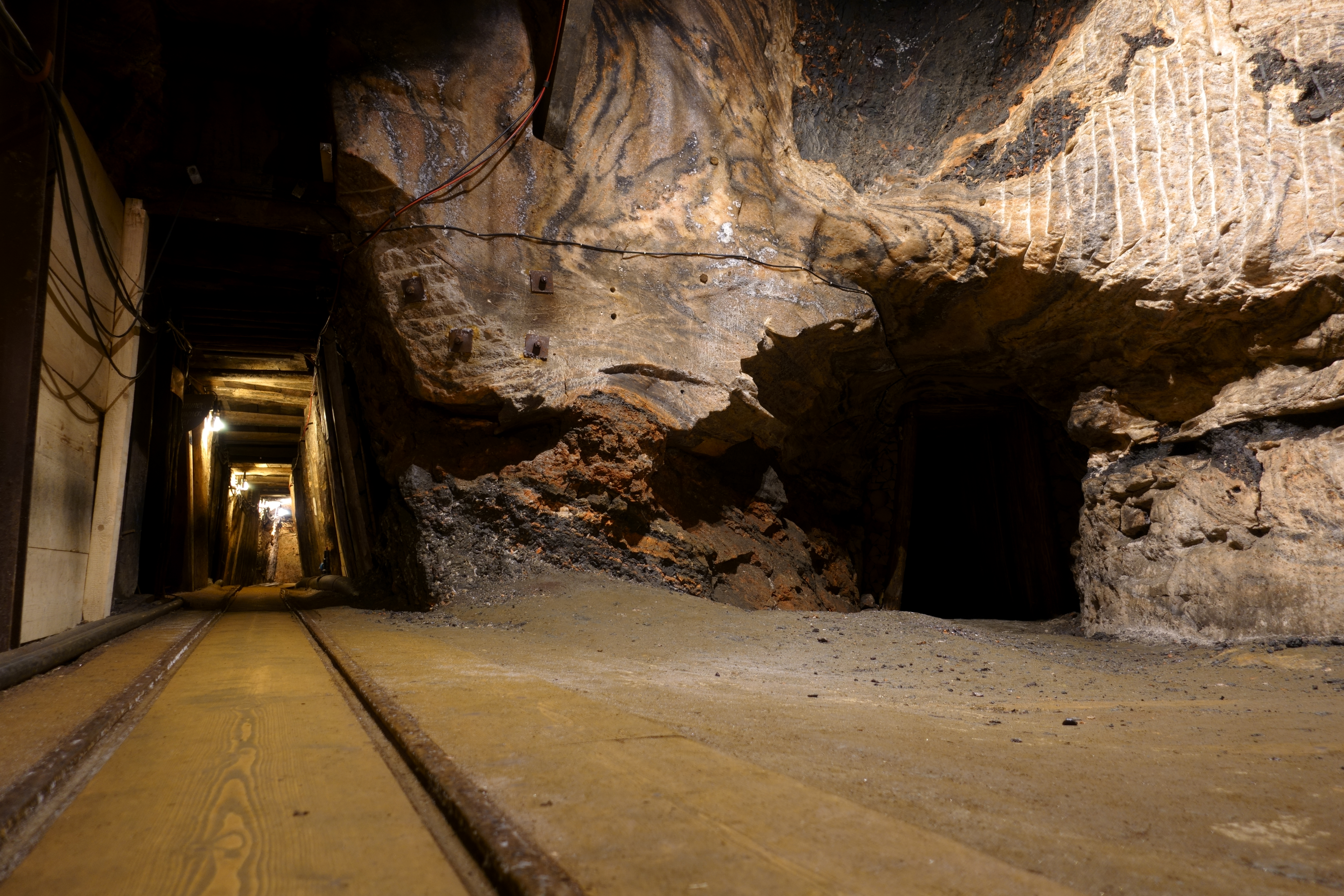
Stollen im Salzbergwerk Altaussee

Als Untertagebau, im Bergbau auch Untertagebergbau, bezeichnet man die Herstellung unterirdischer Hohlräume unter Tage, also im anstehenden Gebirge. Im Untertagebau werden Rohstoffe gewonnen, die in tiefer liegenden Lagerstätten vorkommen. Dies sind Rohstoffe wie Steinkohle, Salz und Kalisalz, Erze, Festgestein und Tone.

## Geschichte
Der Untertagebau und die Entwicklung des modernen Menschen sind stark miteinander verknüpft. So gab es bereits in der Steinzeit den Untertagebau. Archäologische Funde aus dem Jahr 1984 datieren das Feuersteinbergwerk von Abensberg-Arnhofen auf 5500 v. Chr. Aus etwa 8 Meter tiefen Schächten wurde Feuerstein in bergmännischer Arbeit gewonnen. Gearbeitet wurde mit primitiven Werkzeugen, die die steinzeitlichen Bergleute zuvor aus Hirschgeweih gefertigt hatten. Wenn ein Schacht abgebaut war, wurde einige Meter weiter ein neuer geteuft und der alte mit dem Abraum des neuen verfüllt. Dieses Verfahren stellt den Übergang vom Tagebau zum Untertagebau dar. Der Stollenbau ist etwa 3000 Jahre alt, mittels Feuersetzen wurde zu der damaligen Zeit Erz abgebaut. Unter Kaiser Claudius wurde vor etwa 2000 Jahren ein Stollen zur Entwässerung des Fuciner Sees getrieben. Die ersten Tiefbaugruben stammen aus dem 16. Jahrhundert. So erreichten die Gruben der Fugger in der Nähe von Kitzbühel eine Teufe von 880 Metern.

## Erschließung der Lagerstätte
Beim Untertagebau liegen die Unterschiede in der Ausrichtung der Lagerstätte. Für die Erschließung der Lagerstätte mittels Untertagebau gibt es zwei Möglichkeiten, den Stollenbau (auch Stollenbergbau) und die Erschließung über Schächte. Entscheidend für die Art der Erschließung sind hauptsächlich die Teufe und die Gestalt der Erdoberfläche.
Ein Stollenbau wird in hügeligem Gelände oder im Gebirge angelegt. Hierzu werden waagerechte, leicht ansteigende Stollen in den Berg aufgefahren, von denen aus die Lagerstätte ausgebeutet wird. Der Stollenbau ist nicht für Lagerstätten geeignet, die sich unterhalb der Talsohle befinden. Vereinzelt wird auch durch Stollentiefbau planmäßiger Abbau unterhalb der Stollensohle betrieben, hierbei muss das Fördergut mittels Bandanlagen und das Grubenwasser mittels Pumpen gehoben werden.
Bei der Erschließung der Lagerstätte über Schächte werden zunächst seigere oder schräge Schächte bis in die Lagerstätte oder in ihre Nähe geteuft. Anschließend wird die Lagerstätte mit Hauptstrecken und Querschlägen ausgerichtet, danach werden die Abbaureviere vorgerichtet. Den so ausgeführten Untertagebetrieb bezeichnet der Bergmann als Tiefbau. Schließlich werden mit einem geeigneten Abbauverfahren die Bodenschätze abgebaut und zur weiteren Verarbeitung zu Tage gefördert. Die Abbauverfahren richten sich nach dem Bodenschatz (Rohstoff), der Lagerstätte (flözartig, gangartig oder massig) und der Standfestigkeit des Gebirges. Dementsprechend kommen spezielle Abbauverfahren zur Anwendung, zum Beispiel Kammerbau, Strebbau, Weitungsbau oder Teilsohlenbruchbau.

## Unterschiedliche Teufe
Je nach Teufe wird beim Untertagebau unterschieden zwischen dem Tagesnahen Bergbau, dem Oberflächennahen Bergbau und dem Tiefen Bergbau. Über die genaue Grenze, bis zu welcher Teufe welcher Untertagebereich gilt, gibt es in den jeweiligen fachlichen Quellen unterschiedliche Sichtweisen. Je geringer die Teufe, in der bergmännische Aktivitäten stattfinden bzw. stattgefunden haben, ist, desto größer ist die Gefahr für Tagesbrüche.
Als Tagesnaher Bergbau werden Grubenbaue bezeichnet, deren Deckschicht weniger als 30 Meter beträgt. Aufgrund der hier bestehenden geringen Felsüberlagerung bildet sich nach Ende des Abbaus kein stabiler Zustand aus. Diese Hohlräume sind dann auf Dauer nicht standsicher. Zwar bleiben die bergmännisch erstellten Hohlräume zunächst bestehen, in den Randbereichen der Hohlräume bilden sich allerdings allmählich Verbruchszonen oder Auflockerungen. Beim tagesnahen Bergbau wurden die Lagerstätten meist über tonnlägige Schächte erschlossen. Zur Bewetterung wurden ähnlich wie beim Stollenbau meistens kleine Schächte, sogenannte Lichtlöcher, geteuft. Ein Abbauverfahren, das beim tagesnahen Bergbau zum Abbau unregelmäßig vorkommender Lagerstätten mit geringer Mächtigkeit sehr häufig angewendet wurde, war der Duckelbau.
Als Oberflächennaher Bergbau werden Grubenbaue mit einer Deckschicht von mindestens 30 Metern und einer maximalen Teufe von bis zu 100 Metern bezeichnet. Hier kommt es häufig zu Senkungen der Tagesoberfläche. Es besteht eine anhaltende Tagesbruchwahrscheinlichkeit. Beim oberflächennahen Bergbau werden die Lagerstätten sowohl über seigere als auch über tonnlägige Schächte erschlossen. Bei Braunkohlenflözen mit Mächtigkeiten bis zwölf Meter wurde sehr oft der Tummelbau angewendet.
Tiefer Bergbau, oftmals auch Tiefbau genannt, findet in Teufen größer 100 Meter statt. Bei dieser Teufe ist eine ausreichende Felsüberlagerung vorhanden. Das Deckgebirge senkt sich allmählich, wenn das Deckgebirge nicht mehr unterstützt wird. Nach Ende der Absenkungsphase bestehen nur noch geringe Auswirkungen auf die Tagesoberfläche. Somit kann es hierbei nicht zu Tagesbrüchen kommen. Beim Tiefen Bergbau werden die Lagerstätten in der Regel über seigere Schächte erschlossen, auf einigen Bergwerken erfolgt die Förderung der Rohstoffe über Förderberge mittels Bandstraßen. Die Berge haben meist ein Ansteigen zwischen 9 und 15 Gon und eine Länge von mehreren Kilometern. Bei tiefen Erzbergwerken werden teilweise in der Nähe des Förderschachtes befahrbare Wendelstrecken aufgefahren und zur Förderung genutzt.
Die weltweit tiefsten Gruben befinden sich im Bergbaugebiet Western Deep Levels in Südafrika, mit einer Teufe von bis zu 4000 Metern.
Gruben im Tiefen Bergbau werden darüber hinaus auch zur Errichtung von sog. Untergrundlaboratorien genutzt, wie dem Boulby Underground Laboratory.
Diese Laboratorien dienen Experimenten in der Teilchenphysik.

## Probleme
Der Untertagebau bedingt meist die Anlage von Halden und führt so zu einem Landschaftsverbrauch. An der Erdoberfläche kann es zu großflächigen Bergsenkungen und dadurch zu Bergschäden kommen. Der Untertagebau kann auch die Absenkung des Grundwasserspiegels und die Verschmutzung von Oberflächengewässern verursachen. Eine weitere weitaus größere Gefährdung entsteht beim tagesnahen und beim oberflächennahen Bergbau. Hier kann es bei nur unzureichend gesicherten untertägigen Hohlräumen zum Einsturz des Deckgebirges kommen, was anschließend zu einem Tagesbruch führt. Bei alten, nicht mehr benutzten (abgeworfenen) Schächten kann es bei nicht ausreichender Verfüllung zum Schachtverbruch kommen. Durch diese alten, nicht mehr verwendeten Grubenbaue besteht die Gefahr von Personenschäden.